# Vahi (Harku)
Vahi – wieś w Estonii, w prowincji Harju, w gminie Harku.